# Targia (stacja kolejowa)
Targia (wł. Stazione di Targia) – stacja kolejowa w Syrakuzach, w prowincji Syrakuzy, w regionie Sycylia, we Włoszech. Stacja znajduje się na linii Mesyna – Syrakuzy.
Według klasyfikacji RFI ma kategorię brązową.

## Linie kolejowe
- Linia Mesyna – Syrakuzy